# Khoa Quản lý thuộc Đại học Công nghệ, Warszawa

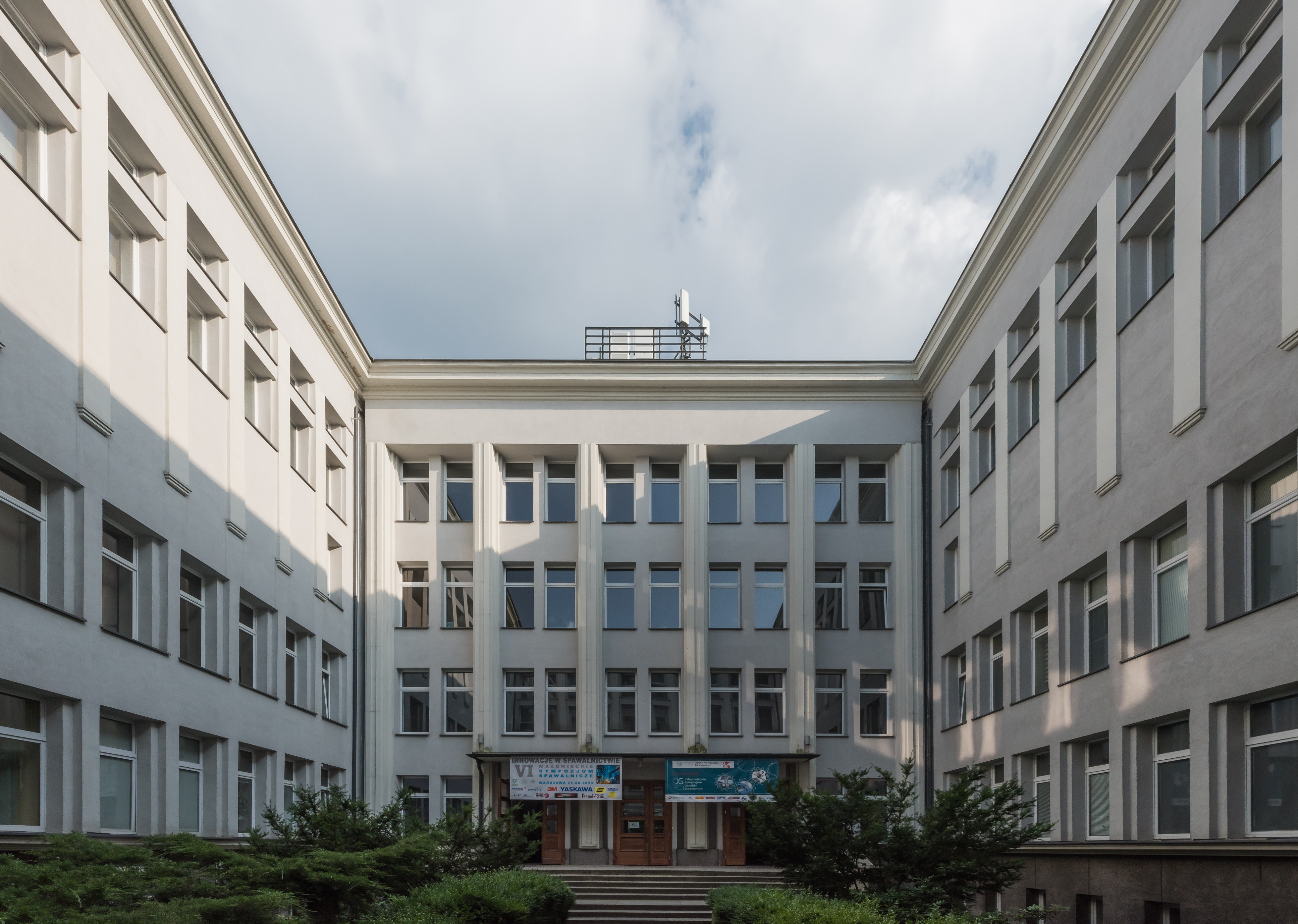
Khoa Quản lý tòa nhà - Warsaw Tech

Khoa Quản lý tại Đại học Công nghệ Warsaw (pl.: Wydział Zarządzania Politechniki Warszawskiej, WZ) là một trường kinh doanh tại Warsaw. Các cơ sở của nó nằm ở phía nam của khuôn viên Đại học Công nghệ Warsaw có địa chỉ tại ul. Narbutta 85.

## Lịch sử
Khoa Quản lý được thành lập vào ngày 26 tháng 3 năm 2008, theo nghị quyết của Thượng viện Công nghệ Đại học Warsaw (số 296 / XLVI / 2008). Khoa được hình thành từ cấu trúc của Viện Tổ chức các hệ thống sản xuất, hoạt động trong Khoa Kỹ thuật sản xuất. Hoạt động của cấu trúc đại học mới bắt đầu vào ngày 1 tháng 9 năm 2008. Tuy nhiên, Khoa Quản lý có thể được tìm lại nguồn gốc của nó từ năm 1922, khi Warsaw Tech giới thiệu chương trình giáo dục quản lý, là trường đại học đầu tiên ở Ba Lan và cũng là một trong những trường đầu tiên trên thế giới.

## Bằng cấp và chứng chỉ
Bằng cử nhân
- Quản lý (BA) - với sự tập trung vào:

Quản lý sản xuất
Chuyển giao công nghệ và quản lý đổi mới
Quản lý chất lượng
Công thái học và môi trường làm việc
Quản lý kinh doanh
Quản lý tài chính và rủi ro
Kinh doanh tin học
- Kỹ thuật sản xuất và quản lý (kỹ sư) - với sự tập trung vào:

Quản lý sản xuất
Hệ thống thông tin quản lý
Chuyển giao công nghệ và quản lý đổi mới
Bằng thạc sĩ (hoặc thạc sĩ khoa học)
- Quản lý (MA) - với sự tập trung vào:

Doanh nghiệp hội nhập ở châu Âu
Sản xuất tại thị trường quốc tế
Kinh tế kỹ thuật số

## Các phòng ban
- Phòng quản lý đổi mới
- Phòng quản lý sản xuất
- Khoa tin học kinh doanh
- Phòng quản lý tài chính doanh nghiệp
- Phòng nghiên cứu định tính